# Žalm 29
Žalm 29 („Přiznejte Hospodinu, synové Boží“, v Septuagintě dle řeckého číslování žalm 28) je biblický žalm. Žalm je nadepsán těmito slovy: „Žalm Davidův.“ Talmud vysvětluje, že tam, kde hebrejský text žalmu začíná frází „žalm Davidův“ (מִזְמוֹר לְדָוִד, mizmor le-David), znamená, že takový žalm složil David jako prostředek k dosažení stavu osvícení, jenž je v judaismu znám jako ruach ha-kodeš (viz Duch svatý). V Septuagintě a ve Vulgátě je k nadpisku připojen tento dodatek: „při skončení (slavnosti) stánků.“ V rámci současného judaismu je však žalm recitován při zahájení Šabatu, kdy je podle siduru součástí liturgie zvané Kabalat Šabat („Přivítání Šabatu“). Spis Šimuš Tehilim („Užití Žalmů“), jehož autorem je zřejmě židovský učenec Chaj Ga'on (939–1038), navíc uvádí, že recitace 29. žalmu je prospěšná jako prevence proti zlým duchům.